# Костин, Георгий Васильевич
Георгий Васильевич Ко́стин (род. 9 августа 1934, Курск) — советский хозяйственный деятель, российский политик. Член Президиума ЦК (ЦИК) КПРФ в 1993—1997 годах.

## Биография
Г. В. Костин родился 9 августа 1934 года в Курске. В 1958 году окончил ХАИ, в 1980 году — АНХ при СМ СССР. В 1981—1993 годах директор ВМЗ. Доктор технических наук, профессор, действующий член Российской и международной академий Технологических наук, Российской академии Естественных наук, Российской Космической академии, Российской Инженерной академии. Первый заместитель Председателя Национального Совета поддержки науки, образования и производства. Соавтор 87 изобретений, опубликовал 203 научные работы, в том числе монографии: «Теория конверсии», «Модель планово-управляемой двухуровневой экономики», «Концепция устойчивого социально-экономического развития России», «Анализ эффективности экономических моделей», ряд аналитических работ по прогнозу развития политической, экономической и социальной ситуации в мире и России.
Член КПРФ и ЦК (ЦИК) КПРФ в 1993—2004 годах. Член Президиума ЦК (ЦИК) КПРФ с 20 марта 1993 года по 20 апреля 1997 года. После раскола в КПРФ на X съезде КПРФ в 2004 году вышел из КПРФ и работал в составе Всероссийской коммунистической партии будущего (ВКПБ).
Депутат Государственной Думы РФ двух созывов, в 1995—1999 годах — председатель комитета по конверсии и наукоемким технологиям, в 2000—2003 годах — заместитель председателя комитета по промышленности.
В прошлом — заместитель генерального конструктора, директор одного из крупнейших оборонных заводов Советского Союза, один из авторов, организаторов отработки и серийного производства уникальных маршевых двигателей для ракетно-космических систем «Энергия-Буран» и СС-18, сопредседатель Совета директоров при Председателе Совмина СССР, член Высшего экономического совета при Верховном Совете РСФСР.
Автор книг «Где честь живёт и нечисть», «Когда спит честь, бал правит нечисть».
В августе 2024 года отметил 90летний юбилей.

## Награды и премии
- орден Ленина
- орден Трудового Красного Знамени
- орден «Белого орла»
- медаль «За трудовую доблесть»